# Elephantomyia schwetzi
Elephantomyia schwetzi är en tvåvingeart som beskrevs av Alexander 1930. Elephantomyia schwetzi ingår i släktet Elephantomyia och familjen småharkrankar. Inga underarter finns listade i Catalogue of Life.